# Forever After All
«Forever After All» es una canción del cantante estadounidense de música country Luke Combs. Fue lanzada el 23 de octubre de 2020, como parte de What You See Ain't Always What You Get, la edición especial de su segundo álbum de estudio, What You See Is What You Get. Tras su lanzamiento, la canción rompió los récords de transmisión de Apple Music y Spotify para una canción country.
Comercialmente, el sencillo debutó en el número dos del Billboard Hot 100 de EE. UU., detrás de «Positions» de Ariana Grande, y en el número uno en la lista de Hot Country Songs para la semana que terminó el 7 de noviembre de 2020. Este sencillo, junto con su versión de «Fast Car», es su canción con mayor posición en las listas del Hot 100 hasta la fecha.

## Antecedentes y composición
«Forever After All» fue la primera canción que Combs escribió después de que él y su esposa, Nicole, se mudaron a su casa en Tennessee. Fue escrita en enero de 2019 y coescrita por los colaboradores frecuentes de Combs, Rob Williford y Drew Parker. Esto fue beneficioso para Combs, ya que encontró que era «más fácil abrirse con los chicos con los que has escrito mucho». La canción fue presentada por primera vez por Combs el 27 de agosto de 2020 en la aplicación de video TikTok. Luego compartió un video en Instagram con parte de la letra. Combs recordó: «una vez que adelantamos la canción, la reacción de la gente fue realmente increíble. No creo que esperáramos que fuera tan grande». Comentó que estaban «tratando de mantener la canción oculta por mucho tiempo y no tocarla». La pista es una continuación de «Beautiful Crazy» y «Better Together», ambas dedicadas a su esposa, con quien se casó en agosto de 2020. Dijo: «podrías escribir una canción de amor genérica, y no digo que no se pudiera hacer, pero el impacto de mi esposa en mi vida ha influido mucho en el resultado de estas canciones».
«Forever After All» es una canción country de amor de tempo medio, descrita como «tierna» y «romántica». En ella, Combs armoniza sobre las cualidades únicas de su esposa y cómo, a diferencia de las cosas materiales, su amor «dura para siempre».

## Rendimiento comercial
«Forever After All» estableció el récord de la mayor cantidad de reproducciones en el primer día para una canción country en Apple Music, alcanzando el número uno en la lista global de la plataforma. También obtuvo el mayor número de reproducciones en el primer día para una canción country de un artista en solitario en Spotify. La canción debutó en el número uno en la lista de Hot Country Songs y en el número dos en el Billboard Hot 100.
«Forever After All» alcanzó el número uno en la lista Billboard Country Airplay con fecha del 5 de junio de 2021, convirtiendo a Combs en el segundo artista en lograr seis sencillos número uno de un solo álbum, empatando con Luke Bryan por la mayor cantidad de un álbum.

## Posicionamiento en listas
| Listas (2020–2021)                     | Mejor posición |
| -------------------------------------- | -------------- |
| Australia (ARIA)                       | 14             |
| Australia Country Hot 50 (TMN)         | 3              |
| Canadá (Canadian Hot 100)              | 3              |
| Canadá (Canada Country)                | 1              |
| Global 200 (Billboard)                 | 4              |
| Irlanda (IRMA)                         | 36             |
| Nueva Zelanda (RMNZ)                   | 4              |
| Escocia (Scottish Singles Sales Chart) | 11             |
| Estados Unidos (Billboard Hot 100)     | 2              |
| Estados Unidos (Country Airplay)       | 1              |
| Estados Unidos (Hot Country Songs)     | 1              |
| Estados Unidos Rolling Stone Top 100   | 1              |